# Svinčena leta (Italija)
Svinčéna léta (italijansko anni di piombo) je v zgodovini Italije nemirno politično obdobje od konca 60. do prve polovice 80. let 20. stoletja. V tem obdobju so različne teroristične skupine izvedle številne napade z mnogimi smrtnimi žrtvami in ranjenci. Za obdobje je bilo prvotno uporabljeno poimenovanje »nasprotujoči si ekstermizmi«, ime svinčena leta pa je med drugim utrdil tudi istoimenski nemški film (nemško »Die bleierne Zeit«, 1981) o terorizmu. 
Izraz svinčena leta se uporablja tudi v drugih zgodovinskih povezavah, na primer v Sloveniji za 70-ta leta 20. stoletja.

## Uvod
Svinčena leta sovpadajo v Italiji z obdobjem, ki sega v sedemdeseta leta, v katerih je splošno nezadovoljstvo zaradi politično-institucionalnega stanja naraščalo sprva v cestno nasilje in kasneje v oboroženi odpor proti sistemu. Nastajale so oborožene teroristične skupine, ki so imele namen, da s silo spremenijo politično stanje italijanske države.
Točno obdobje svinčenih let sicer ni natančno določeno, sami zgodovinarji so si med sabo nesložni. Nekateri postavljajo kot začetek tega temačnega obdobja leto 1968 z nastopom študentskega revolucionarnega gibanja, drugi pa trdijo, da se svinčena leta začenjajo z grozovitim atentatom na milanskem Trgu Fontana 12. decembra 1969.
V splošnem ljudje asocirajo ta leta z obdobjem, ko so delovale levičarske italijanske teroristične organizacije, kot so Prima Linea in Rdeče brigade, pa tudi druge skupine izven italijanskih meja, kot npr. Rote Armee Fraktion (RAF) v Nemčiji. V teh letih pa so delovale tudi skrajne desničarske skupine, med drugimi NAR in Ordine Nero, ki so pripomogle k nastanku najstrašnejših dejanj črnega terorizma.
Vse obdobje svinčenih let značijo boji in upori, za katere ni bilo nikoli jasno, proti komu so naperjeni. V ospredju je bila težnja sprementi socialno in politično življenje in ga prilagoditi lastnim idealom.

## Zgodovinski okvir
Italijanska ekonomija je bila v neprenehnem razvoju in življenjski standard se je vidno dvigal. Otroška smrtnost se je drastično zmanjšalja, število prebivalstva je naraščalo in nepismenost je skoraj izginila. Po stoletju od ustanovitve je Italija res postajala prava država, v kateri se je uveljavil skupni jezik, od Sicilije do Alp. Državna televizija RAI je pripomogla k širjenju jezika, vzbudila je smisel pripadnosti naciji in njenim simbolom, predvsem na šporntnem področju (olimpijske igre in svetovno nogometno prvenstvo leta 1982). S političnega vidika je vse bolj naraščala moč Italijanske komunistične partije (PCI).
Ključno leto je bilo 1969. Kljub gospodarski rasti je nezadovoljstvo nad političnim svetom vedno bolj naraščalo in spori so bili vedno številnejši. Po študentskih manifestacijah so si sledile delavske stavke in zahteve po vse višjih plačah in stalnih delovnih pogodbah. Nastopila je t. i. »vroča jesen« (autunno caldo).
25. aprila i. l. je prišlo v Milanu do dveh atentatov, ki sta terjala 20 ranjenih in 9. avgusta do drugih osmih atentatov po Italiji s skupno 12 ranjenimi. Med manifestacijo italijanskih komunistov je 19. novembra v Milanu umrl policijski agent Antonio Annarumma. Medtem ko je vozil policijski kombi, so manifestanti vrgli v vozilo železen drog, ki je policista zadel v glavo. Annarumma je umrl takoj, njegov kombi pa je trčil proti drugemu policijskemu vozilu. 12. decembra je prišlo v Italiji v roku 53 minut do 5 atentatov. Najhujši je bil pokol na Trgu Fontana: na sedežu banke »Banca Nazionale dell'Agricoltura« je eksplodirala bomba, ki je povzročila 16 žrtev in 88 ranjenih. Uradno so se začela svinčena leta.

### Najhujši atentati:
- 12. december 1969: Pokol na Trgu Fontana v Milanu
- 28. maj 1974: Pokol na Trgu della Loggia v Brescii
- 4. avgust 1974: Pokol na vlaku Italicus (proga Rim-München)
- 2.avgust 1980: Pokol na železniški postaji v Bologni

### Nasprotni tabori
V teh letih je bilo stanje izredno kritično in vsi tragični pokoli, ki so se zvrstili, so razmere še poslabšali. Do dodatne zaostritve je prišlo, ko je italijanska vlada skušala pripisati odgovornost za razne zločine nedolžnim in jih spremenila v nekakšne grešne kozle (primer Valpreda pri pokolu na Trgu Fontana). Govorilo se je o državnem udaru in skrajna desničarska in levičarska gibanja so ustanavljala organizirane oborožene skupine. V desničarskih vrstah so nastali NAR (Nuclei Armati Rivoluzionari), Ordine Nuovo, Ordine Nero, Terza posizione in Avanguardia Nazionale, v levičarskih pa GAP (Gruppi d’Azione Partigiana), NAP (Nuclei Armati Proletari), Prima Linea, Proletari armati per il Comunismo, Comitati Comunisti Rivoluzionari in Rdeče brigade.
Med prebivalstvom sta se širila negotovost in strah. K temu so pripomogli ne samo grozoviti množični antentati, ampak tudi neprestano ustrahovanje, manjši atentati, nasilje proti posameznikom in policiji. 
V manifestacijah so se ljudje pogosto pojavljali s prekritim obrazom, večkrat oboroženi z železnimi drogi, včasih tudi z molotovkami in pištolami, znanimi P38. Zaradi napetosti se je tudi konservativni del prebivalstva nagibal k prepričanju, da je neobhodno potreben vojaški poseg s strani državnih organov. Italijanska demokracija je preživljala trenutke globoke krize in država se je tako znašla na pragu ključnega obdobja svoje zgodovine.

### Varnostni ukrepi
S podporo Italijanske komunistične partije so se vladne stranke (Krščanska demokracija, Socialdemokratska, Republikanska, Liberalna in Socialistična stranka) odločile za skupno sodelovanje. Ta koalicija je odobrila zakone z namenom, da bi državo rešili pred popolno krizo.
Teroristična nevarnost je privedla do tega, da je Italija nazadovala v državo, ki so jo nadzorovali policijski organi. Prebivalci so imeli manj ustavnih pravic, oborožene sile pa so imele vse več moči. Najbolj pomembni ukrepi v sklopu varnosti, ki jih je vlada izdala v svinčenih letih, so bili: 
- Zakon »legge Reale« – št. 152 iz 22.5.1975, ki je določal, da lahko policija prosto strelja po lasti uvidevnosti, v primeru, da okoliščine to zahtevajo. Zakon so odobrili na državnem referendumu z 76.5% glasov.
- Leta 1978 so bile ustanovljene posebne protiteroristične skupine (Gruppo intervento speciale in Nucleo operativo centrale di sicurezza)
- 6. februarja 1980 je izšel t. i. »zakon Cossiga«, ki je policiji dodatno povečal moč in uvedel hujše kazni za obtožence terorizma. Tudi ta zakon je odobrilo na referendumu 85,1 % italijanskih volilcev.

## Kronološki pregled atentatov od 1969 do 1980

### Pokol na Trgu Fontana (1969)
Pokol na Trgu Fontana se bo vtisnil v italijansko zgodovino, skupaj s tragedijo železniške postaje v Bologni, kot eden najhujših povojnih dogodkov. Bil je posledica terorističnega atentata izvršenega 12. decembra 1969 v središču Milana, ko je ob 16:37 eksplodirala bomba na sedežu banke »Banca Nazionale dell'Agricoltura«. Umrlo je 17 ljudi, ranjenih je bilo 88.
Drugo bombo so odkrili na milanskem sedežu banke »Banca Commerciale Italiana«. K sreči ta bomba ni eksplodirala, vendar do novega atentata je prišlo skoraj sočasno v Rimu ob 16:55, ko je v podzemnem prehodu eksplodirala še ena bomba, ki je ranila 13 ljudi. Drugi dve bombi sta eksplodirali spet v Rimu ob 17:20 pred spomenikom Altare della Patria in ob 17:30 ob vhodu v renesančni muzej. Skupno so bili ranjeni štirje ljudje.
Začetne preiskave so bile usmerjene proti skrajnim terorističnim organizacijam, aretiran je bil anarhist Giuseppe Pinelli. Po tridnevnem zasliševanju na milanski kvesturi, je Pinelli padel z okna četrtega nadstropja in umrl. Razloge za njegovo smrt niso preiskovalci nikoli razčistili. 16. decembra so ujeli še anarhista Pietra Valpredo. Čeprav povsem neutemeljeno so naslednjega dne vsi časopisi poročali o razrešitvi primera in predsednik republike Giuseppe Saragat je javno čestital milanskemu kvestorju. Govor je pozval ostre kritike.
V naslednjih letih so se zvrstili številni procesi, na katerih so obsodili anarhiste in pripadnike desničarskih sil pod obtožbo, da so izvršili teroristična dejanja. Vsi obtoženci pa so bili vedno oproščeni, ker so bili dokazi o njihovi krivdi nezadostni.
V okviru pokola na Trgu Fontana predstavlja zanimivost primer Calabresi. Po sumljivi smrti Pinellija je javno mnenje ostro kritiziralo policijskega inšpektorja Luigija Calabresija. Sam je bil prisoten v zasliševalni sobi, ko se je Pinelli »pognal« skozi okno v prazno, vendar cele dinamike »incidenta« niso nikoli pojasnili. Pod pritiskom hudih napadov je bil inšpektor vse bolj izoliran in ranljiv: levičarski skrajneži so ga 17. maja 1972 ubili.
Milanska kvestura je izjavila, da se je Pinelli samomoril, v kolikor naj bi dokazali njegovo krivdo pri eksploziji bombe v banki »Banca Nazionale dell'Agricoltura«, vendar so to hipotezo zanikali v naslednjih dneh. Mediji in anarhična gibanja so ostro kritizirali uradne izjave, predvsem zaradi netočnosti pri podajanju informacij in zaradi neskladnosti med izjavami agentov, ki so bili prisotni v poslopju ob Pinellijevem umoru. Calabresija so leta 1975 oprostili vseh obtožb, v kolikor naj ne bi bil prisoten v uradu takrat, ko je Pinelli skočil skozi okno.

### Pokol na Trgu della Loggia v Brescii (1974)
Do pokola na Trgu della Loggia je prišlo 28. maja 1974 v Brescii. Med shodom, ki so ga organizirali protifašistino združenje in delavski sindikati, je v košu za odpadke eksplodirala bomba. Umrlo je osem ljudi, 94 je bilo ranjenih. V številnih procesih so bili mnogi skrajneži desničarske organizacije Ordine Nuovo večkrat obtoženi, a tudi oproščeni zaradi pomanjkljivih dokazov. Proces je še vedno odprt.

### Pokol na vlaku Italicus (1974)
V noči 4. avgusta 1974 je na vlaku, ki je iz Rima peljal v München, eksplodirala bomba. Umrlo je 12 ljudi in 48 je bilo hudo ranjenih. Tragedija bi lahko bila še hujša, če bi bomba ne eksplodirala v trenutku, ko je vlak vozil skozi predor San Benedetto Val di Sambro pri Bologni.
Krivcev za tragedijo niso nikoli izsledili, čeprav si je odgovornost za atentat prevzela skupina Ordine Nero, ki je izjavila, da so na tak način hoteli dokazati, da lahko podtaknejo bombe, kamorkoli želijo. Demokracijo naj bi pokopali pod goro trupel.

### Leto 1977
Ključno leto pri vseh teh nasilnih napadih je bilo 1977. V tem letu so sodili pribljižno 40.000 ljudem, 15.000 aretirali, 4.000 obsodili, vendar so krvavi dogodki zahtevali več kot sto žrtev in ranjenih. 11. marca 1977 je prišlo do spopadov v Bologni in Pier Francesco Lorusso, simpatizer levičarske skupine Lotta Continua, je umrl pod streli karabinirja v centru mesta. Notranji minister Cossiga se je odzval protestom študentov tako, da je poslal v mesto oborožene tanke.
22. marca je v Rimu umrl policaj Claudio Graziosi, 21.aprila so študentje zasedli rimsko univerzo in ob posegu policije streljali nanje. Umrl je en agent, ranjeni so bili drugi 4 policaji in ena novinarka. 14. maja 1977 so med manifestacijo v Milanu nekateri protestniki vzeli pištole, jih namerili proti policiji in streljali. Umrl je en policijski agent. 

### Primer Moro (1978)
Med najhujše dogodke sedemdesetih let spada ugrabitev osrednjega italijanskega politika Alda Mora. 6. marca 1978 zjutraj, na dan, ko so glasovali v parlamentu zaupnico novi vladi Giulia Andreottija, je skupina Rdečih brigad na Ulici Fani prestregla avto, ki je Alda Mora peljal od svojega doma do poslanske zbornice, in avto z osebno stražo. V par sekundah so teroristi ubili policaja, ki sta se vozila v avtu z Morom, tri straže v drugem avtu in ugrabili predsednika Krščanske demokracije. 
Rdeče brigade so Mora zadržale 55 dni. V teh dneh so objavile devet pisem, v katerih so podajale vzrok ugrabitve. Teroristi so Mora zaman ponujali italijanski državi v zameno za druge ujetnike. Obdobje je posajeno z zagonetkami in skrivnostmi. Po nekaterih sporočilih naj bi se Moro nahajal v vasici Gradioli. Policija je vdrla v to apeninsko vasico, jo prečesala, a o Moru ni bilo ne duha ne sluha. V resici pa je bila baza Rdečih brigad v Rimu na Ulici Gradoli, v stolpnici, ki je bila last italijanskih tajnih služb. Kako je mogoče, da policijske oblasti niso pomislile na rimsko ulico?
Celo papež Pavel VI. je ganljivo javno prosil vrhovne člane organizacije, naj Mora povrnejo družini. V resici je Vatikan preko posrednikom ponudil Rdečim brigadam veliko vsoto denarja (15 milijard lir) in možnost pobega preko omrežja cerkvenih samostanov. Teroristi so ponudbo zavrnili. Hoteli so politično priznavanje, v resnici pa je ožji vrh Rdečih brigad sklenil, da Mora ubijejo, čeprav se jim je politično splačala njegova osvoboditev, ki bi italijansko politično sceno povsem destabilizirala, kakor tudi objava zapisnikov Morovih zasliševanj v »ljudskem zaporu«.
Nesporno pa drži, da je bil Moro prepričan, da ga bodo v zadnjem trenutku osvobodili, čeprav je družini napisal srhljivo poslovilno pismo. Za domnevno osvoboditev si je oblekel temno obleko, ki jo je nosil, ko je bil pred ugrabitvijo namenjen v parlament. Ni se bril že nekaj dni, ker naj bi mu rekli, da je bolje, če ga ljudje na ulici ne spoznajo. Imel pa je lepo čisto belo srajco. Tudi v prtljažnik katrce se je rade volje ulegel in pustil, da ga pokrijejo z odejo. Očitno ni slutil, da bo Mario Moretti vzel v roke brzostrelko in ga pokončal.
Politiki so se medtem razdelili v dve skupini. Nekateri so zatrjevali, da nikakor ni mogoče sodelovati z Rdečimi brigadami. To dejanje naj bi sprožilo nove potencialne ugrabitve, ki bi imele kot cilj pridobitev političnih koncesij ali izpust drugih brigatistov in bi pomenilo, da država kloni pred terorizmom. Izpust brigatistov naj bi pomenil politično priznavanje Rdečih brigad, toda nasilno ravnanje in nespoštovanje bistvenih pravil politike so postavljali terorizem izven političnega dialoga ne glede na njegove zahteve. Nasprotno je druga politična skupina (med katerimi je bil tudi Bettino Craxi) zatrjevala, da pogajanja ne bi načela ugleda države.
Truplo Alda Mora so odkrili 9. maja v prtljažniku rdeče katrce Renault 4, ki je bila simbolično parkirana par metrov od državnih sedežev Krščanske demokracije na Trgu del Gesù in Italijanske Komunistične partije v ulici Botteghe Oscure. To dejanje naj bi predstavljalo posmeh italijanski policiji in inštitucijam, ki so Italijo in predvsem Rim strogo stražili.
Po Morovem umoru je tedanji notranji minister Cossiga 10. maja 1978 odstopil od svoje funkcije. General Carlo Alberto Dalla Chiesa je prejel od Andreottijeve vlade nalogo, da koordinira boj proti terorizmu. Leta 1982 je bil poslan na Sicilijo kot prefekt pri boju proti mafiji, toda brez podpore vlade, katere je bil deležen pri primeru Moro, je bil zapuščen in 3. septembra 1982 ga je mafija usmrtila skupaj z njegovo mlado ženo.
Deset let po Morovem umoru so Rdeče brigade aprila 1988 ponovno nastopile in ubile v Forliju demokrščanskega senatorja Ruffillija.
Leto z največ žrtvami je bilo 1980, v katerem je umrlo 125 ljudi, od katerih 85 v atentatu na železniški postaji v Bologni .

### Pokol v Bologni (1980)
Do pokola je prišlo v soboto 2. avgusta 1980 ob 10:25. V čakalnici drugega razreda železniške postaje v Bologni je eksplodirala bomba zaprta v zapuščenem kovčku. Posledice so bile strahotne: 85 mrtvih in nad dvesto ranjenih.
Eksplozijo se je slišalo več kilometrov daleč. Celotno okrilje postaje se je zrušilo na vlak Ancona – Chiasso in na bližnje postajališče taksijev. Sprva je državna vlada s Cossigo na čelu trdila, da je prišlo do nesreče, ker je eksplodirala peč v podzemlju železniške postaje. Komaj je bilo očitno teroristično ozadje, so krivdo dodelili desničarskemu črnemu terorizmu. Takoj je bilo obtoženih 28 članov skupine Nuclei Armati Rivoluzionari, toda vsi so bili izpuščeni leta 1981.
Samo s časom in dolgoletnim trudom je italijanska zakonodaja prišla leta 1995 do zaključka preiskave in dva člana NAR-a sta bila obsojena na dosmrtno ječo. Junija 2000 je sodišče v Bolgni izdalo nove obsodbe zoper ljudi, ki naj bi zavajali preiskovalce. Desničarski skrajnež je bil obsojen na devet let zapora, druga dva pa na štiri. Zadnji znan krivec za tragedijo je Luigi Ciavardini. Leta 2007 mu je sodišče dodelilo 36 let zapora.
2. avgust je bil proglašen za dan spomina na vse žrtve italijanskih atentatov. Ob spominu na tragedijo v Bologni je bila železniška postaja obnovljena z luknjo v zidu, na mestu, kjer je bomba eksplodirala. Pod je na tistem mestu originalen, nedotaknjena pa je ostala tudi ura na trgu pred postajo, ki se je ustavila, in še vedno kaže, 10:25.
V letih od 1999 do 2004 je bil župan Bologne desničar Giorgio Guazzaloca, ki je kljub izredno ostrim kritikam ob komemoracijah 2. avgusta, redno izpuščal dejstvo, da je bil atentat sad fašistične skupine. Od leta 2004 je nov župan Sergio Cofferati spet poudarjal uradno verzijo dogodkov.

## Konec svinčenih let
Konec desetletja se je nasilje ublažilo in Rdeče brigade so izgubile vso podporo, katere so bile prej delžne pri zagovarjanju poskusov destabilizacije. Začelo se je novo veliko bolj umirjeno obdobje. Posamezni atentati so bili še vedno v ospredju, vendar ne tako, da bi spet ogrožali ustavno in parlamentarno zasnovo države. Ideja, da bi lahko oborožen odpor in nasilje bili sredstvo, s katerim rešiti socialne probleme, je izplahnela. Tako zamisel so opustile skupine obeh političnih taborov.

## Parlamentarna komisija in druge raziskave
Italijanski parlament je ustanovil skupno komisijo obeh domov (bicamerale) za »raziskavo terorizma v Italiji in razlogov, zaradi katerih niso bile določene osebne odgovornosti pobojev« , krajše Komisija o pobojih (ital. Commissione Stragi). Komisija je delovala 13 let, od maja 1988 do leta 2001. Od leta 1994 do konca delovanja komisije ji je predsedoval senator (Levi demokrati) Giovanni Pellegrino. Komisiji ni uspelo izdelati skupnega poročila, ki bi ga odobril parlament, je pa zbrala in objavila veliko sicer nedostopnega gradiva. 
Senator Giovanni Pellegrino je s soavtorjem izdal knjigo Državljanska vojna, v kateri postavlja hipotezo, da se zaradi političnih razmer po drugi svetovni vojni v Italiji še ni končalo nasprotovanje med silami fašizma in demokratičnimi silami. Nasprotovanje je doseglo enega izmed vrhuncev v svinčenih letih, vpliva pa na cel zgodovinski lok od Italijanske socialne republike (Salò) do Berlusconizma.